# Via del Canneto
Via del Canneto è una strada del centro storico di Firenze, che si trova in Oltrarno, tra la costa Scarpuccia e la costa dei Magnoli o la piazza dei Bonsi. Non va confusa col vicolo del Canneto, che si trova più a valle, tra la piazza di Santa Maria Soprarno e la costa del Pozzo, parallela a via de' Bardi.

## Storia
Lungo questa strada correva la prima fortificazione d'Oltrarno, del 1173 circa, che era composta dai dorsi delle case costruiti compattamente e senza aperture verso l'esterno; questa linea di difesa è ancora percepibile nella severa fila di costruzioni allineate sul lato sud, ingentilite da porte e finestre solo nei secoli successivi. 
La denominazione della strada trae origine dall'antica presenza in zona di un canneto, sviluppatosi in prossimità del fiume Arno. Si chiamò anche chiasso dei Bellincioni, dal nome di una famiglia estintasi nel XV secolo, dei Paganelli, dei Bonsi e dei Michelozzi, tutte famiglie che dovettero avere qui le proprie case.
Il primo tratto, quasi pianeggiante, fu sistemato, negli anni 1951-1956, dai cantieri di lavoro addetti ai giardini, con una panchina circolare "ad uso degli innamorati". Più oltre il Comitato per l'Estetica Cittadina riordinò le case del caratteristico borgo, che con una pittoresca successione di archi.

## Descrizione
Per la presenza di numerosi archi rampanti e cavalcavia, voluti per rinforzare gli edifici in un punto notoriamente franabile (la zona detta più a valle delle "rovinate"), la strada è una delle più pittoresche del centro storico cittadino, anche grazie alla sua posizione defilata e per essere pochissimo trafficata. Solo il primo tratto è infatti carrozzabile: percorrendola nel senso dei numeri si incontrano a destra gli ingressi secondari dei piani superiori degli edifici su via de' Bardi, tra cui spiccano il palazzo Defilla, trecentesco, e il palazzetto Canigiani, che tramite un cavalcavia che la scavalca ha accesso al suo giardino privato; il lato sinistro infatti è caratterizzato dai muri di contenimento di giardini, nell'isolato tra la costa Scarpuccia e la costa dei Magnoli.
Alle soglie della costa dei Magnoli la strada si fa più stretta, prima di virare bruscamente verso nord. Qui all'angolo si trovano ben cinque archi di sostegno tra l'alto edificio con accesso sulla costa del Magnoli 10-12 e il muro di un giardino sul lato opposto; da qui una scaletta porta alla costa. Il restante tratto, che costeggia il retro di alcune case sulla costa dei Magnoli, è percorribile solo a piedi, o tutt'al più con un veicolo a due ruote. Qui si vedono alcuni resti medievali delle case su costa dei Magnoli 18-20-22, tra cui una porta-finestra raggiungibile solo tramite scala e un arco ogivale in pietraforte, tamponato, e un raro casotto sospeso e sporgente su mensole in pietra relativo a un "agiamento", ossia di una latrina privata medievale che scaricava direttamente nella strada. La relativa poca altezza di questi resti antichi rispetto al livello stradale, dimostra come il piano del calpestio dovesse anticamente essere molto più in basso, colmatosi nel tempo in seguito agli smottamenti e alla subsidenza.

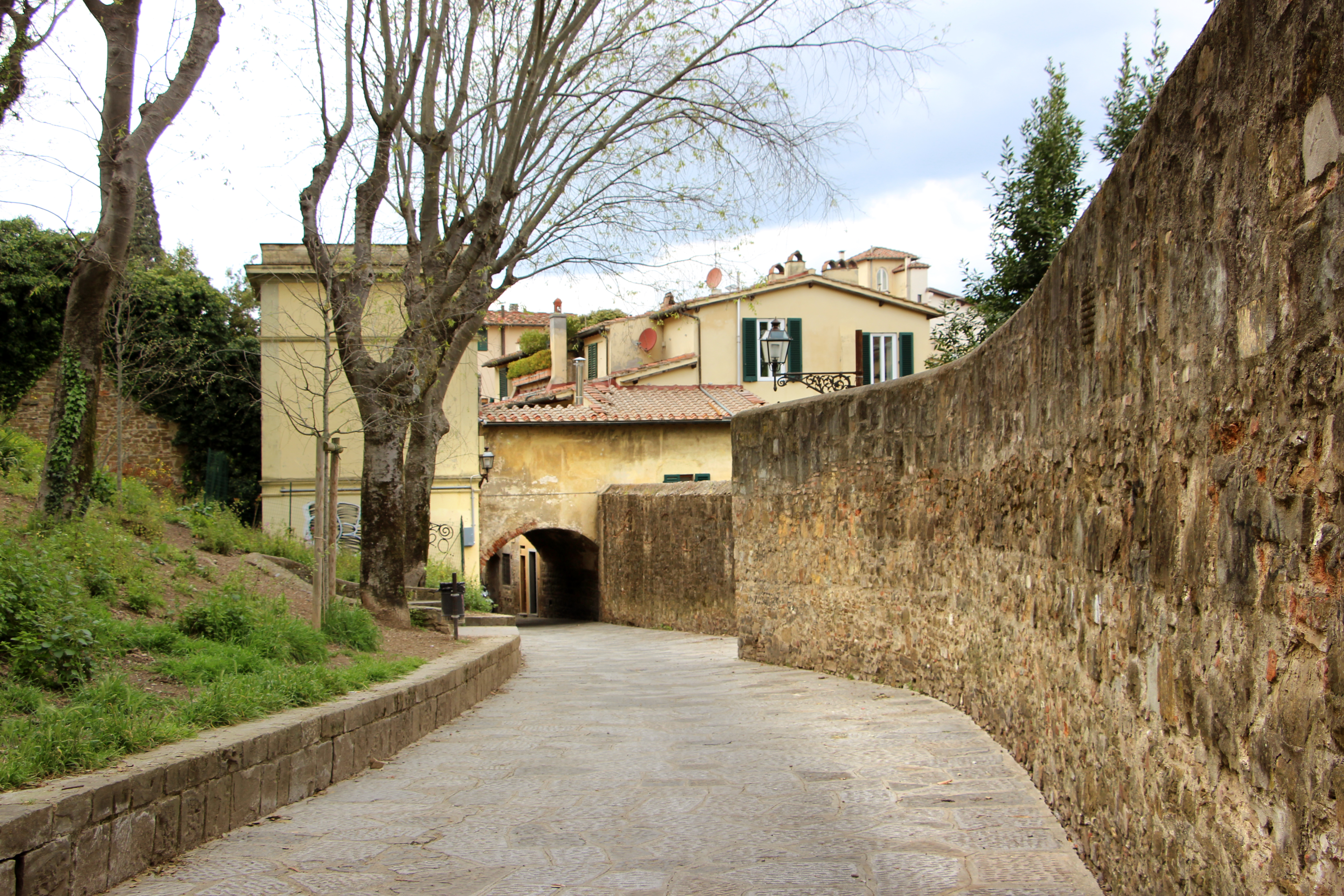
Il primo tratto della strada col giardino sistemato negli anni 1951-1956.
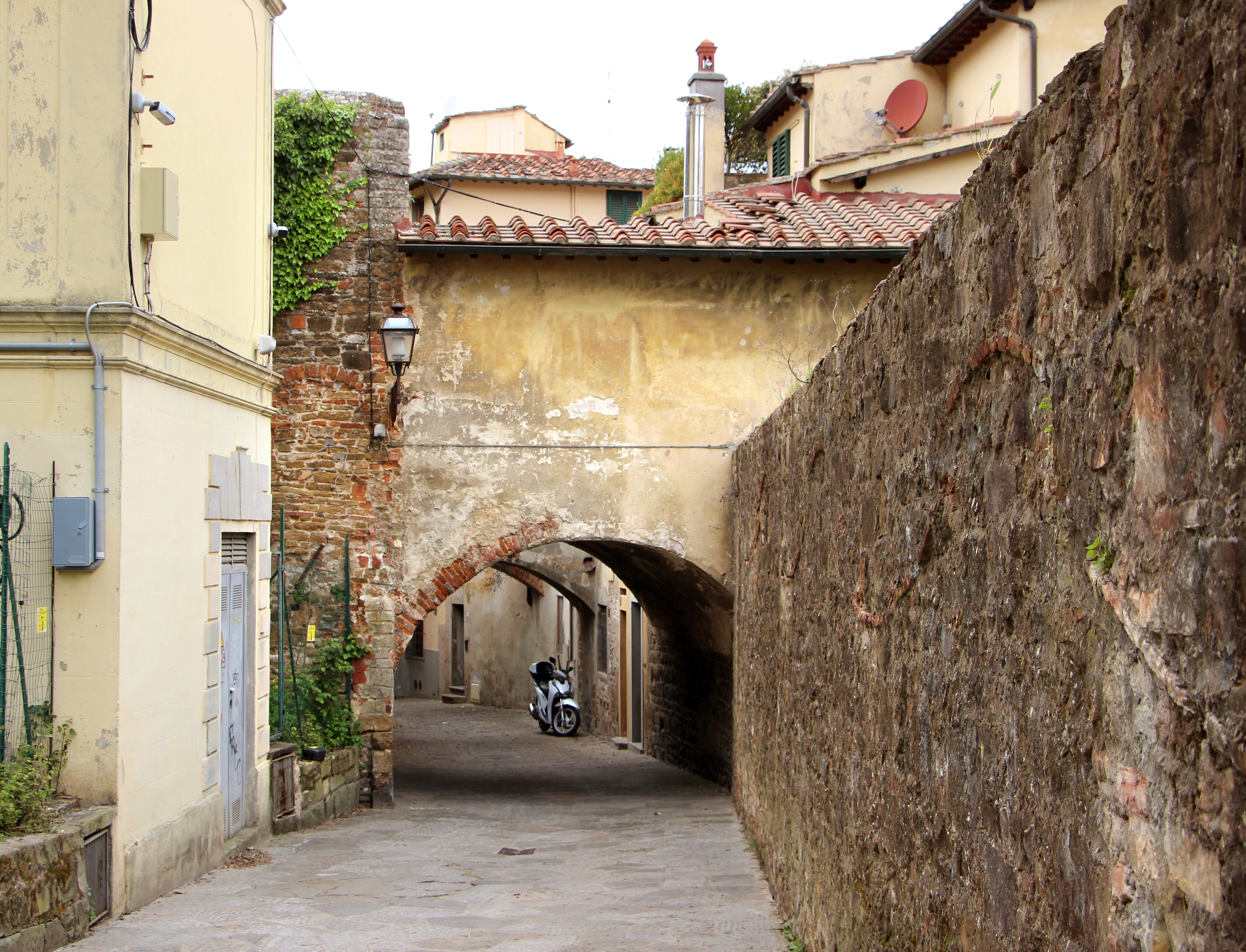
Il primo cavalcavia, passaggio privato per l'edificio su via de' Bardi 15
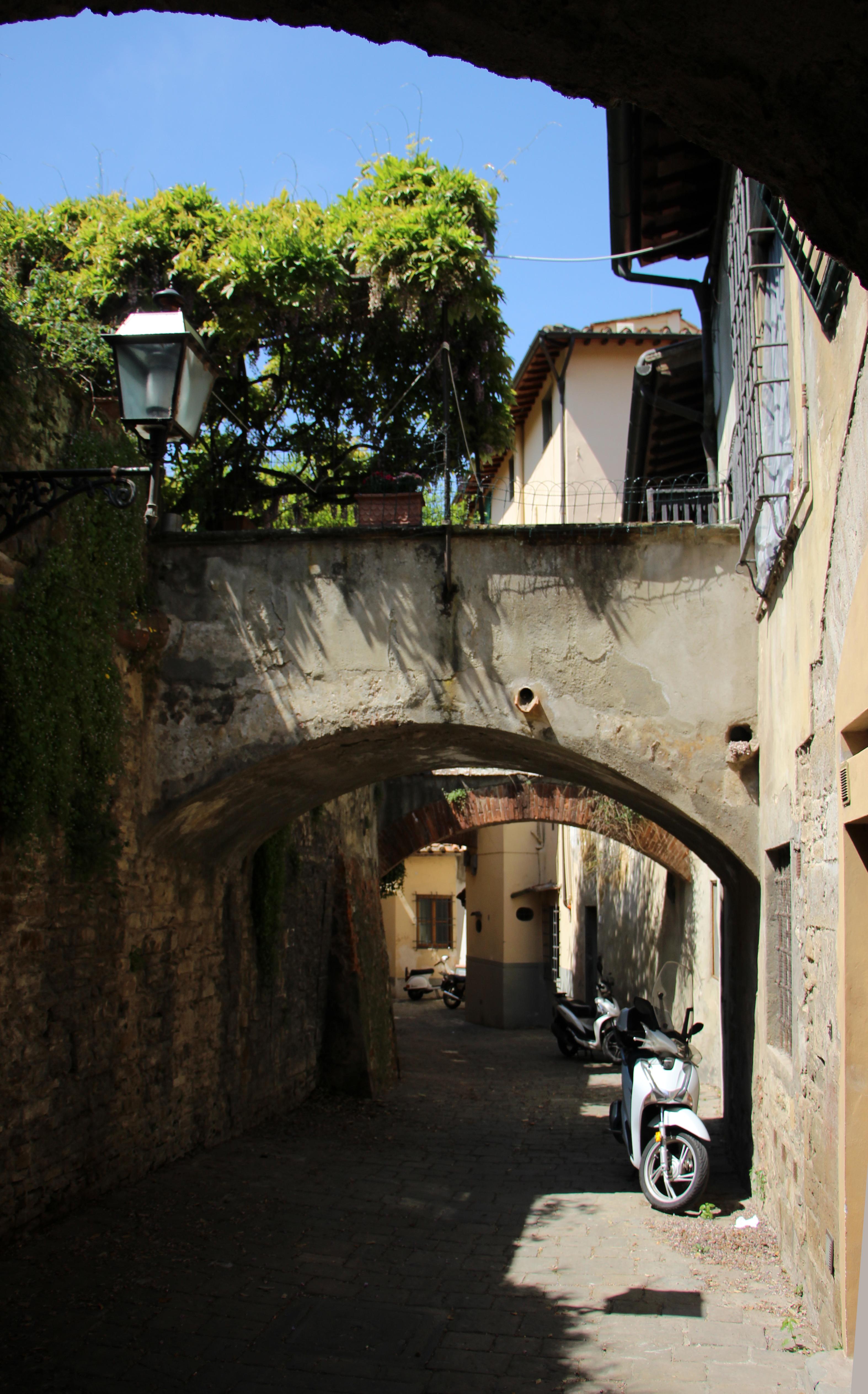
Il cavalcavia pergolato, che porta al giardino del palazzetto Canigiani
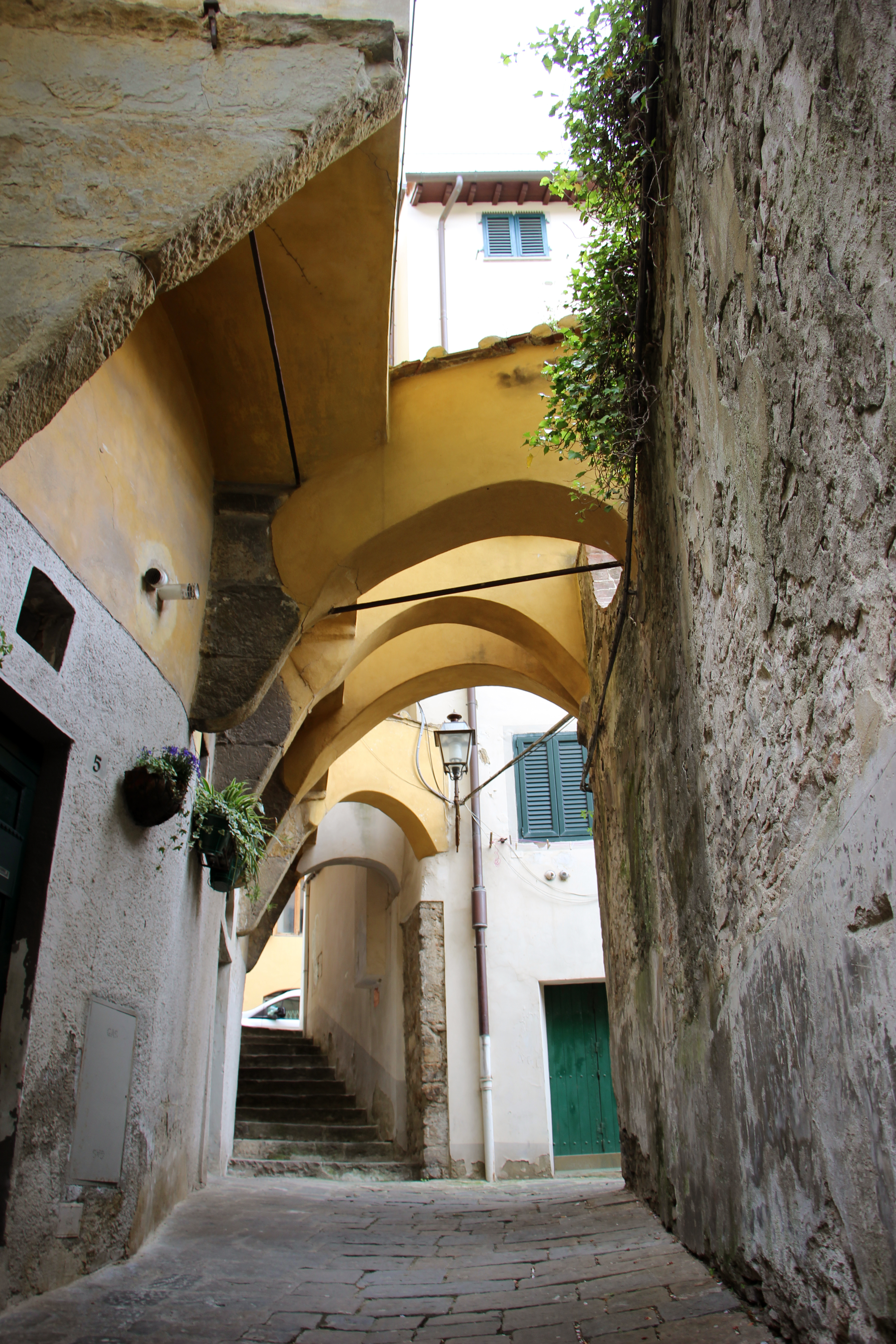
Gli archi nei pressi della scalinata che porta alla costa dei Magnoli
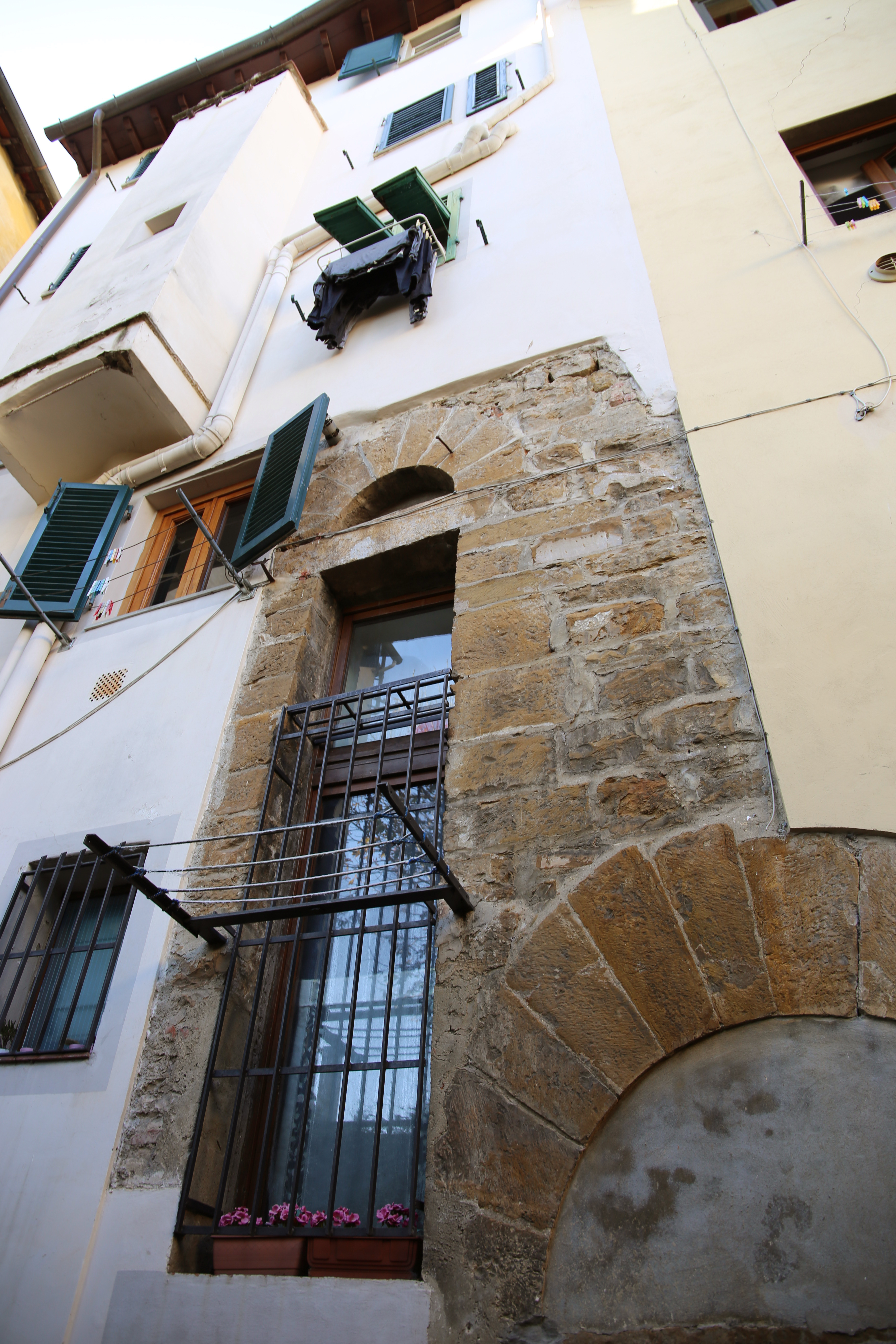
Resti medievali
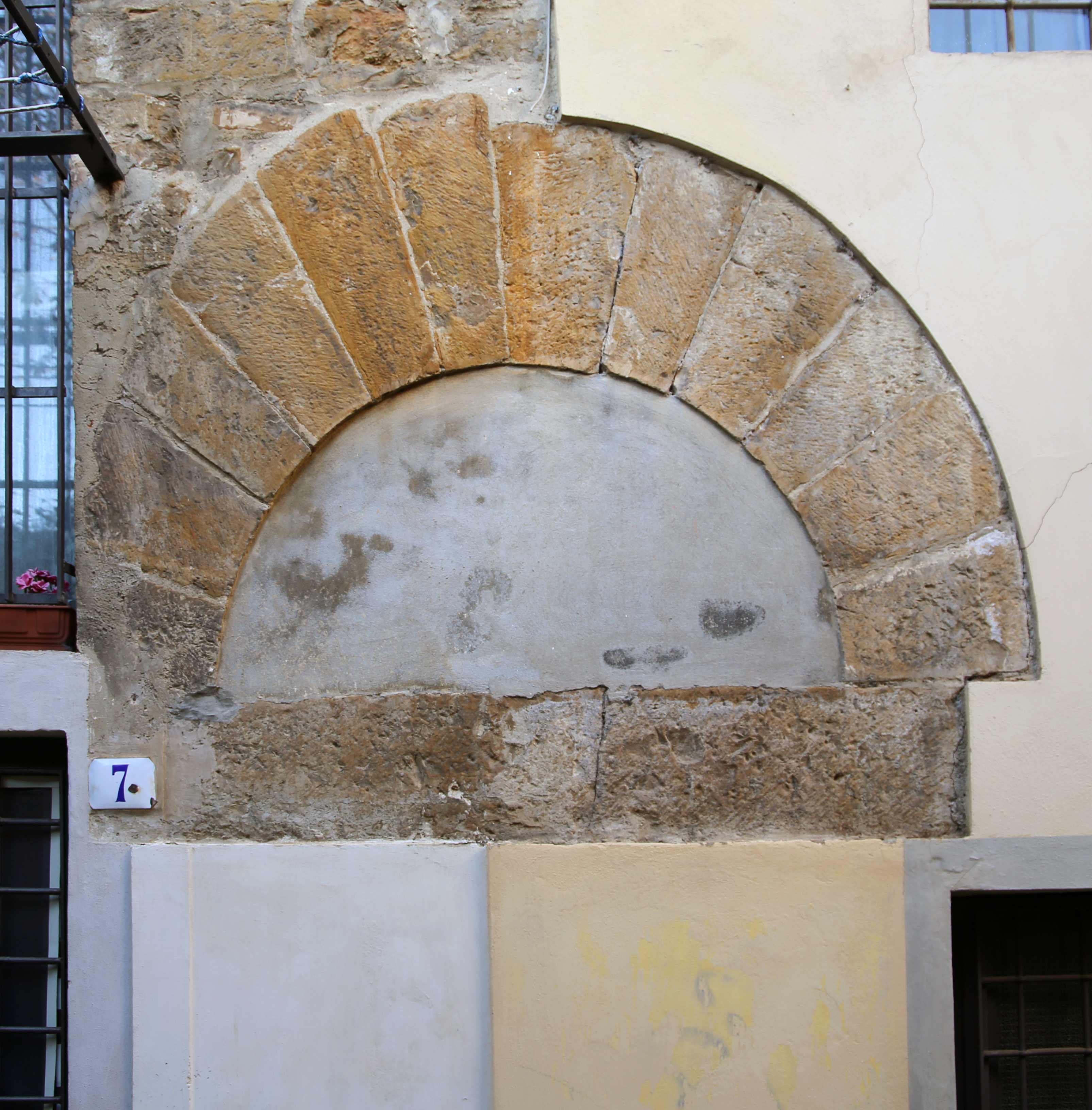
Resti medievali

## La piazza dei Bonsi

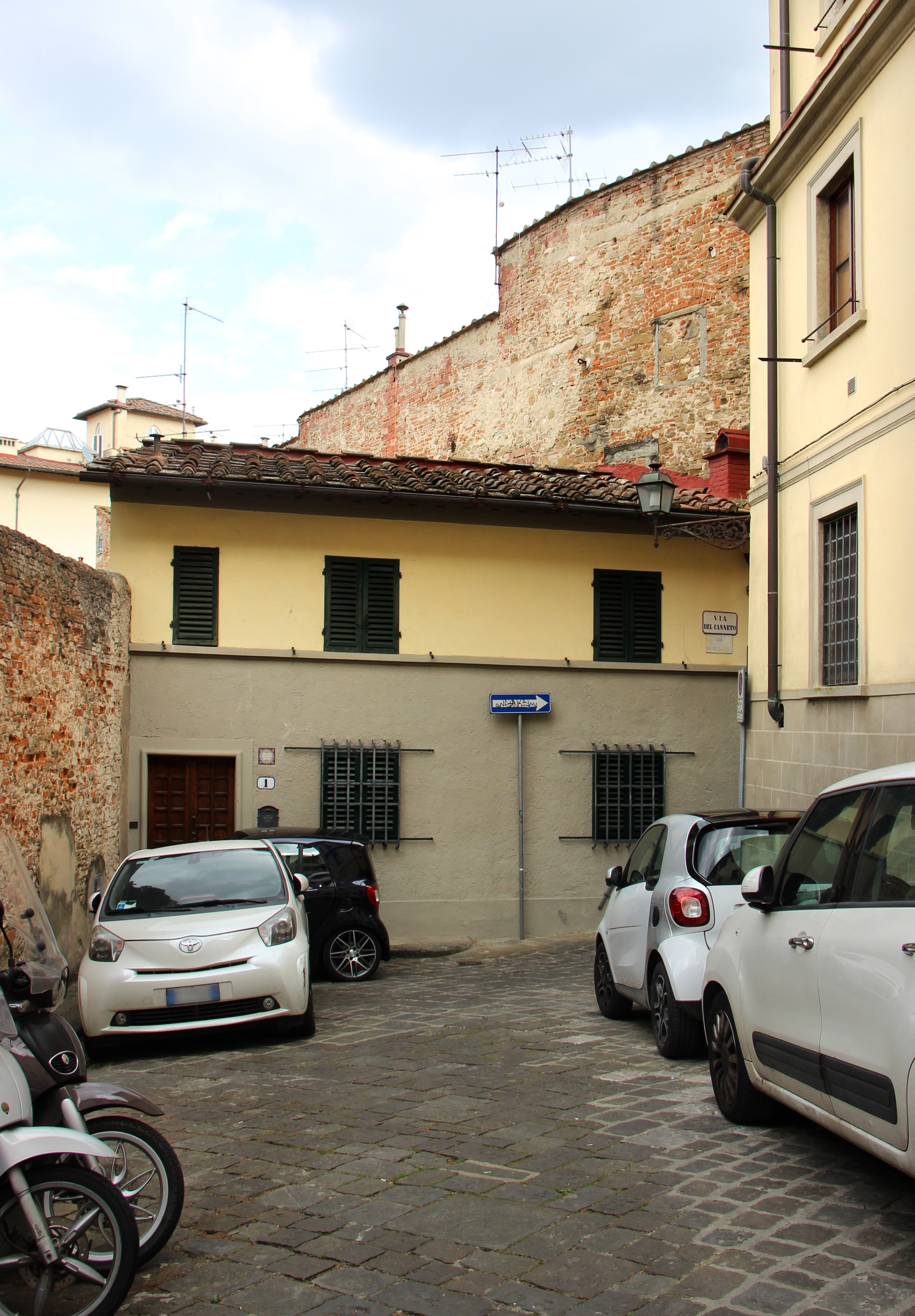
Piazza dei Bonsi con la casa detta dei Bonsi della Ruota

Se non fosse per la segnaletica stradale, oggi nessuno percepirebbe questo piccolo slargo al termine di via del Canneto come una "piazza", sicuramente una delle più piccole di tutto il centro storico di Firenze. La denominazione ricorda come qui i Bonsi della Ruota avessero le proprie case. Precedentemente fu detta piazza de' Michelozzi, sempre in ragione delle proprietà di quest'altra famiglia.
La casa appartenuta ai Bonsi dovrebbe essere quella al n. 1, che il repertorio di Bargellini e Guarnieri (1977) indica qui come segnata dall'iscrizione "Casetta Bonsi della Ruota". Non è chiaro se sia la mattonella ceramica che si vede ancora oggi, dall'aspetto moderno. Certo è che la 'casetta' (due piani per tre assi), se pure di fondazione antica, si presenta esternamente del tutto ridisegnata da un intervento novecentesco e priva (non fosse per la posizione appartata) di elementi di rilievo.